# San Isidro Palo Verde
San Isidro Palo Verde es un pequeño poblado del municipio de San Martín Hidalgo, Jalisco, México. Tiene alrededor de 350 habitantes. San Isidro Palo Verde se encuentra a una altitud aproximada de 1315 m s. n. m. (metros sobre el nivel del mar)

## Fundación
La comunidad de San Isidro Palo Verde (también conocida como Palo Verde) se fundó gracias a la colaboración de los hombres Vicente Amador y Saturnino Robles.
Según datos de libros antiguos, Palo Verde en el año 1910 alcanzó un buen desarrollo debido a que contaba con alrededor de 202 humildes habitantes de escasos recursos que tenían como actividades principales la siembra de cuamiles y sacar cal para vender. Sin embargo, con el paso del tiempo, las personas se trasladaron a lugares más cercanos a sus propiedades, dejando el pueblo con menos habitantes.

## Origen del nombre
- San Isidro es en honor al santo del pueblo (San Isidro Labrador)

- Palo Verde. Se dice que los primeros fundadores le dieron dicho nombre al pueblo debido a la flora tan peculiar que crecía junto al río, un árbol que siempre estaba rebosante de vida, el llamado «palo verde». Por varias generaciones, se perdió la relación de este árbol, pero en la actualidad se cuenta con un palo verde en la calle de acceso al templo.

## Habitantes
En la localidad hay 162 hombres y 179 mujeres (aproximadamente).

## Fiestas patronales
Se festeja a san Isidro Labrador el 15 de mayo. Las fiestas patronales en su honor dan comienzo en el novenario de misas, albas y rosario, peregrinaciones y música en la pequeña plaza el día 7 de mayo. Pero, sin duda, el evento más característico y especial es el recorrido del día 15 de mayo, al cual concurren cientos y cientos de invitados de diferentes partes de la región y los hijos ausentes a divertirse, bailar y beber desde las siete de la mañana en que da inicio (después de las mañanitas al santo patrono) en la casa de Santiago Gil Camacho (finado), que fue uno de los fundadores y promotores de esta tradición allá por los años 40: se trasladaba con días de anticipación a traer la banda de Ajijí y dar el recorrido en las pocas casa de la comunidad. Poco a poco, fue creciendo la población y, en la actualidad, apenas ajusta el día para recorrer todas las casas, llegando a su fin a las diez y media de la noche en un día de diversión, música y alegría de todos los presentes.

## Escuelas en San Isidro Palo Verde
- Escuela Telesecundaria Carlos A. Carrillo
- Escuela Primaria Rural Federal Benito Juárez
- Jardín de niños Juan Escutia

## Actividad económica
Las activades económicas de esta población son la agricultura y la ganadería, pero sin lugar a dudas el mayor ingreso que se percibe es de fuente federal y estatal, ya que se tiene por lo menos un trabajador por casa en la Secretaría de Educación Pública. Básicamente, el 95 % de la población estudiantil actual tiene altas posibilidades de concluir una carrera universitaria y mayormente se ha preferido la docencia, aunque en últimos tiempos hay médicos, psicólogos, veterinarios, enfermeras(os), administradores, licenciados en comercio internacional, ingenieros agrónomos, odontólogos, ingenieros en sistemas de cómputo.
En una ocasión, el presidente municipal, Carlos Alberto Rosas Camacho, mencionaba tengo el orgullo de tener en mi municipio la comunidad en donde se podría medir a los maestros por metro cuadrado.